# Cantó de Sierentz
El cantó de Sierentz (alsacià kanton Sierez) és una divisió administrativa francesa situat al departament de l'Alt Rin i a la regió del Gran Est

## Composició
El cantó aplega 21 comunes :
| Nom alsacià      | Nom francès        | Nom alemany      |
| Bàrtene          | Bartenheim         | Bartenheim       |
| Brínke           | Brinckheim         | Brinkheim        |
| Chems            | Kembs              | Kembs            |
| Dietwiller       | Dietwiller         | Dietweiler       |
| Gaispítze        | Geispitzen         | Geispitzen       |
| Halfrànzchílech  | Helfrantzkirch     | Helfranzkirch    |
| Kàppele          | Kappelen           | Kappelen         |
| Ketzige          | Koetzingue         | Kötzingen        |
| Làndser          | Landser            | Landser          |
| Needermàschgez   | Magstatt-le-Bas    | Niedermagstatt   |
| Neederstaibrunne | Steinbrunn-le-Bas  | Niedersteinbrunn |
| Obermàschgez     | Magstatt-le-Haut   | Obermagstatt     |
| Oberstaibrunne   | Steinbrunn-le-Haut | Obersteinbrunn   |
| Rànzwiller       | Rantzwiller        | Rantzweiler      |
| Schlierbi        | Schlierbach        | Schlierbach      |
| Sierez           | Sierentz           | Sierenz          |
| Stette           | Stetten            | Stetten          |
| Üffe             | Uffheim            | Uffheim          |
| Wàhlbi           | Wahlbach           | Wahlbach         |
| Wàltene          | Waltenheim         | Waltenheim       |
| Zäsige           | Zaessingue         | Zässingen        |

## Conseller general de l'Alt Rin
- 1979-2010: Jean-Louis Lorrain